# 岡元勝幸
岡元 勝幸（おかもと かつゆき、1945年 4月30日 - ）は、鹿児島県揖宿郡山川町（現・同県指宿市）出身の元プロ野球選手（内野手）。

## 来歴・人物
鹿児島高校在学中の1963年、正一塁手として第45回全国高校野球選手権大会に出場したが、1回戦で新潟商業高校に敗れた（スコアは0-1）。
卒業後は、社会人野球の立正佼成会と大京観光で活躍。1968年にドラフト外でサンケイアトムズに入団した（背番号44）。だがプロ野球の世界では活躍できず、1年在籍しただけで引退した。
引退後、セコムに入社。1998年から2002年まで、関連企業である「セコム機器販売株式会社（現・セコムアルファ株式会社」の代表取締役を務めた。

## 詳細情報

### 年度別打撃成績
- 一軍公式戦出場なし

### 背番号
- 44 （1969年）